# ティラワ経済特区

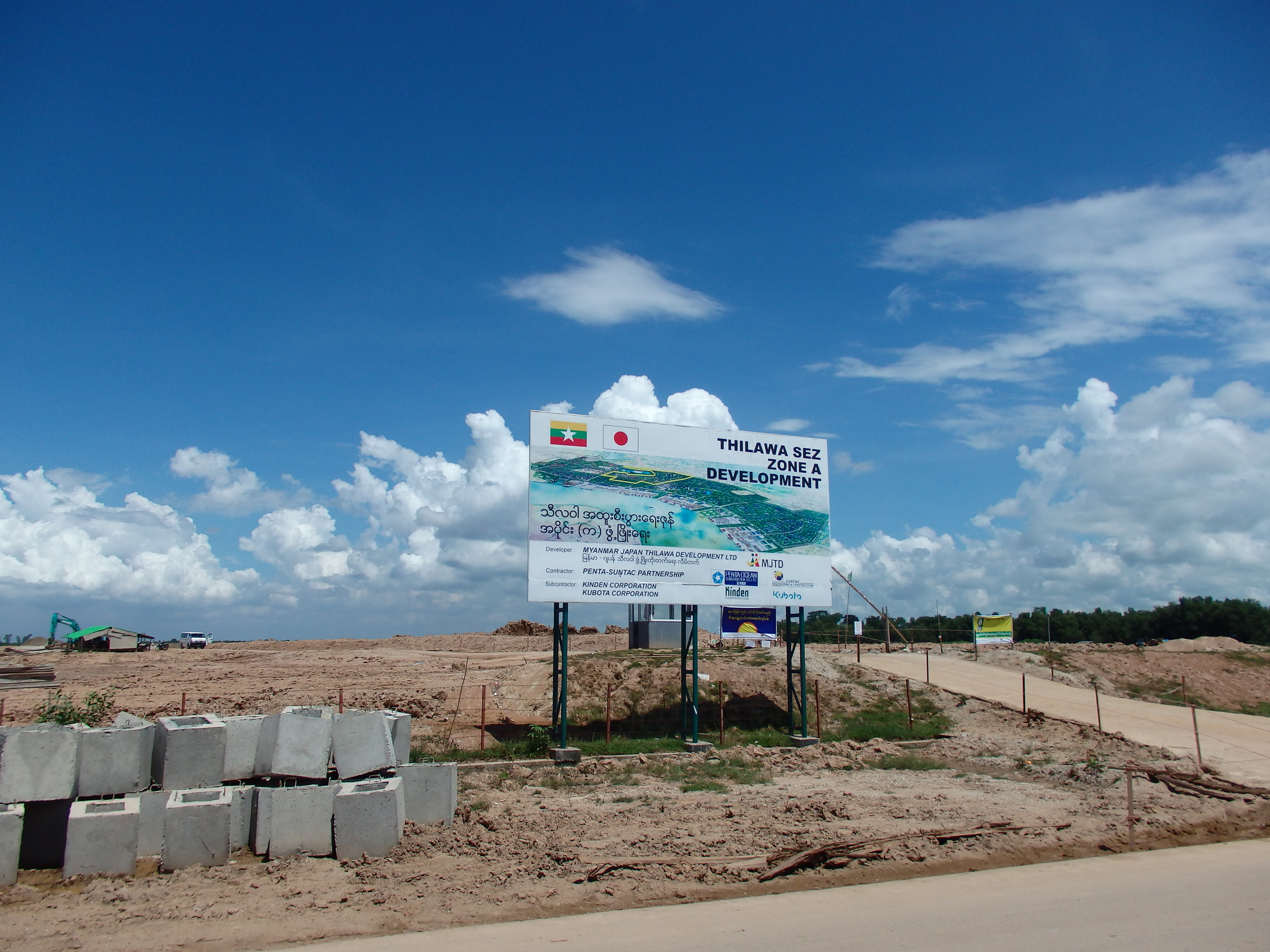
造成中のティラワ経済特区（2014年10月）

ティラワ経済特区（ティラワけいざいとっく、ビルマ語: သီလဝါအထူးစီးပွားရေးဇုန်、英語: Thilawa Special Economic Zone。経済特区の略称SEZを用いた Thilawa SEZとも）は、ミャンマーの旧首都にして最大都市ヤンゴンから南東に20kmに設けられた同国初の経済特区。

## 概要
開発段階から日本企業が参画したミャンマー初の経済特区。2013年以降、日本政府が円借款を通じで電力、港湾（河川港）、道路、水道、通信等の周辺インフラストラクチャーを整備するとともに、二国の企業による共同事業体が工業団地を開発を行った。共同企業体の出資内訳はミャンマー側51%、日本側（住友商事、三菱商事、丸紅、JICA）49%。開発面積の計画約2,400haのうち、2018年現在で約500haが開業済。
開発に日本が深く関与した経緯から、2017年現在、ティラワ経済特区に投資する84社のうち、42社が日本企業。ただし、ミャンマー国内には海外企業が進出できる工業団地が限られていることから、今後は他国の企業も増える見込み。例えば中国企業は1社のみの状況にあるが、2018年以降、米中貿易戦争による課税を回避する必要が生じたために、製造業を中心にティワラへの進出が模索されている。

## その他
- 2018年1月12日 - ミャンマーを訪れた河野太郎外務大臣が視察[6]